# Skeletons (album Wednesday 13)
Skeletons to trzeci studyjny album zespołu Wednesday 13, wydany został 29 kwietnia 2008. Płyta ta została opisana jako cięższa i ciemniejsza niż poprzednie.

## Lista utworów
1. "Scream Baby Scream" – 4:01
2. "Not Another Teenage Anthem" – 3:54
3. "Gimmie Gimmie Bloodshed" – 2:23
4. "From Here to the Hearse" – 3:45
5. "Put Your Death Mask on" – 3:54
6. "Skeletons" – 4:53
7. "My Demise" – 4:10
8. "With Friends Like These" – 3:04
9. "No Rabbit in the Hat" – 3:14
10. "All American Massacre" – 3:11
11. "Dead Carolina" – 3:52